# Castel-Sarrazin
Castel-Sarrazin (gaskonsko Sarrasins) je naselje in občina v francoskem departmaju Landes regije Akvitanije. Naselje je leta 2009 imelo 511 prebivalcev.

## Geografija
Kraj leži v pokrajini Gaskonji ob reki Luy de Béarn, 27 km jugovzhodno od Daxa.

## Uprava
Občina Castel-Sarrazin skupaj s sosednjimi občinami Amou, Argelos, Arsague, Bassercles, Bastennes, Beyries, Bonnegarde, Brassempouy, Castaignos-Souslens, Castelnau-Chalosse, Donzacq, Gaujacq, Marpaps, Nassiet in Pomarez sestavlja kanton Amou s sedežem v Amouju. Kanton je sestavni del okrožja Dax.

## Zanimivosti
- cerkev sv. Saturnina,
- cerkev Notre-Dame du Bourg.